# Ronald Jenkees
Ronald Jenkees er en musiker og komponist, der er kendt for sine videoer på YouTube. Han har fået omtale af Attack of the Show! og Paste Magazine. Jenkees selv-udgav sit debut album i 2007, Ronald Jenkees, og har for nylig udgivet sit andet album, Disorganized Fun.

## Biografi

### Tidlige liv
Jenkees begyndte at spille musik da han var 4 år gammel, da han fik et legetøjs-keyboard i julegave. Med keyboardet lærte han simple melodier og spillede med venner. Mens han stadig var i en ung alder, modtog han et Yamaha PSR-500. Han forsøgte at tage klavertimer da han gik i 7. klasse, men uden held.

## Udstyr
Det følgende udstyr bruges af Jenkees til at producere musik:
- Keyboards: Yamaha Motif XS8, Korg Triton le
- Software: Windows XP, FL Studio 8, Edison
- Lydkort: M-Audio Delta 1010LT
- VSTs: Various free VSTs
- Højtalere: Edirol MA-10D
- Hovedtelefoner: AKG K-66

## Mediedækning
Ronald Jenkees er blevet omtalt i Paste Magazine, spalter skrevet af Bill Simmons på ESPN.com, og i tv-programmet Attack of the Show! på G4. For nylig er Jenkees blevet interviewet på Fox Business Network.

## Diskografi

### Solo album
- Ronald Jenkees (2007)
- Disorganized Fun (2009)
- Days Away (2012)
- Alpha Numeric (2014)
- Rhodes Deep (2017)

### Producerede album
- Fish: Straight Laced (som "Big Cheez") (2005)

### Andre optrædener
- Sound Tribe Sector 9: Peaceblaster: The New Orleans Make It Right Remixes (spor 29, "Beyond Right Now") (2009)[4]